# Facing Genocide – Khieu Samphan and Pol Pot
Facing Genocide – Khieu Samphan and Pol Pot är en norsk-svensk dokumentärfilm från 2010 i regi av David Aronowitsch och Staffan Lindberg. Filmen skildrar kambodjanen Khieu Samphan, en av de högsta ledarna för Röda khmererna.